# Fidel Castaño Gil
Fidel Antonio Castaño Gil (* 1951 in Amalfi, Kolumbien; † 1994 in Antioquia), auch bekannt als Rambo,  war ein kolumbianischer Drogenhändler und rechter Paramilitär, der zu den Gründern von Los Pepes und den paramilitärischen Gruppe Autodefensas Campesinas de Córdoba y Urabá (ACCU) gehörte, die schließlich Teil der größeren Autodefensas Unidas de Colombia (AUC) wurde, die er bis zu seinem Tod anführte. Er ist der Bruder von Vicente Castaño Gil, dem mutmaßlichen Chef der narco-paramilitärischen Gruppe Águilas Negras und Carlos Castaño Gil, Gründer und späterem Anführer der paramilitärischen Streitkräfte der AUC bis zu seinem Tod.

## Jugend
Fidel Castaño wurde als Sohn eines Großgrundbesitzers in dem kolumbianischen Departamento de Antioquia geboren und wurde gemeinsam mit seinen Brüdern katholisch erzogen. Fidels' Vater Jesús Antonio wurde von der linken Guerillagruppe FARC von seiner Finca El Hundidor entführt. Auch nach mehreren Lösegeldzahlungen, die aber nicht die Höhe der Gesamtforderungssumme von 50 Millionen Pesos erreichte, wurde sein Vater nicht freigelassen. 1981 teilte die FARC ihm mit, dass sein Vater von ihnen ermordet wurde. Daraufhin verfeindete sich die Familie Castaño mit der FARC und gab zu verstehen, dass sie aus Rache gegen die Guerillagruppen in den Kampf ziehen werde.

## Paramilitärs
In den 1980er Jahren begannen Fidel und sein Bruder Carlos in der Region von Segovia (Antioquia) als Informanten und Führer der örtlichen Militäreinheiten zu arbeiten. Carlos Castaño zufolge sei er 1983, im Alter von 18 Jahren, zu einem einjährigen Militärkurs nach Israel geschickt worden, wo er mit lateinamerikanischen, spanischen und französischen Teilnehmern in Aufstandsbekämpfungstechniken ausgebildet worden sei. Ende der 1980er Jahre spielten die beiden Brüder eine Schlüsselrolle bei der Ausbreitung paramilitärischer Gruppen in Kolumbien. 1988 gehörte Fidel zu den Hintermännern des blutigen Massakers in der linksregierten Bergarbeiterstadt Segovia, wo mehr als 40 Personen wahllos auf der Straße erschossen wurden. Etwa zeitgleich begann das Engagement der Castaños in der nordkolumbianischen Bananenanbauregion Urabá, wo in den Folgejahren Hunderte von Gewerkschaftern und Kleinbauern getötet wurden – häufig zu Tode gefoltert. Die Familie Castaño rechtfertigte diese Aktionen damit, dass sie alle an der Entführung des Vaters beteiligten Personen jagen wolle.

## Los Pepes
In den frühen neunziger Jahren führte das Cali-Kartell einen blutigen Krieg gegen das Medellín-Kartell. Zur gleichen Zeit jagte der Search Bloc der kolumbianischen Polizei den Führer des Medellín-Kartells, Pablo Escobar. Fidel Castaño war Mitglied des Medellin-Kartells und arbeitete einige Jahre eng mit Escobar zusammen. Er schied jedoch aus der Organisation des Drogenbarons aus, nachdem er erfahren hatte, dass Escobar geplant hatte, ihn wegen Verrats töten zu lassen. Ungefähr zu der Zeit, als Escobar aus dem Gefängnis La Catedral floh, begann eine Bürgerwehr, die als "von Pablo Escobar verfolgte Menschen" oder Los Pepes bekannt war, Escobars Mitarbeiter zu ermorden und sein Eigentum zu zerstören. Es unterstützte auch den Search Bloc bei der Suche nach Escobar. In einem Interview mit dem kolumbianischen Nachrichtenmagazin Semana behauptet Fidel, er sei der Gründer der Los Pepes. Verschiedene Quellen deuten darauf hin, dass Fidel Castaño der unbestrittene Führer von Los Pepes war. Los Pepes waren für die Ermordung von über 300 Gefolgsleuten und Verwandten von Escobar verantwortlich. Nach Escobars Tod 1993 gingen die Pepes in der AUC auf.

## Tod
Castaño wurde seit etwa 1994 nicht mehr gesehen und wurde allgemein als tot vermutet. Im September 2013 wurden seine sterblichen Überreste gefunden, nachdem Jesús Ignacio Roldán alias "Monoleche" – Oberleutnant der Brüder Castaño – dem Staatsanwalt der Republik Kolumbien die notwendigen Informationen übermittelt hatte, um den Aufenthaltsort der sterblichen Überreste in einem Massengrab auf einem Anwesen in der Gemeinde San Pedro de Urabá in Antioquia zu lokalisieren. In Bezug auf den Tod von Fidel Castaño gibt es mehrere Versionen. Eine Version besagt, dass er am 6. Januar 1994 im Kampf mit der damals geschaffenen Farc-Front 58 auf dem Weg zwischen San Pedro in Uraba und Santa Catalina gestorben ist. Eine andere Version besagt, dass sein Bruder Carlos hinter seinem Tod steckt. Als möglicher Grund gilt seine angebliche Beteiligung am Tod ihrer Schwester Rumalda Castaño. Es gibt auch Gerüchte, die besagen, dass Fidel im Kampf schwer verletzt wurde und nach seiner Genesung irgendwo außerhalb Kolumbiens geflohen ist, wo er noch lebt.